# Büttenhardt

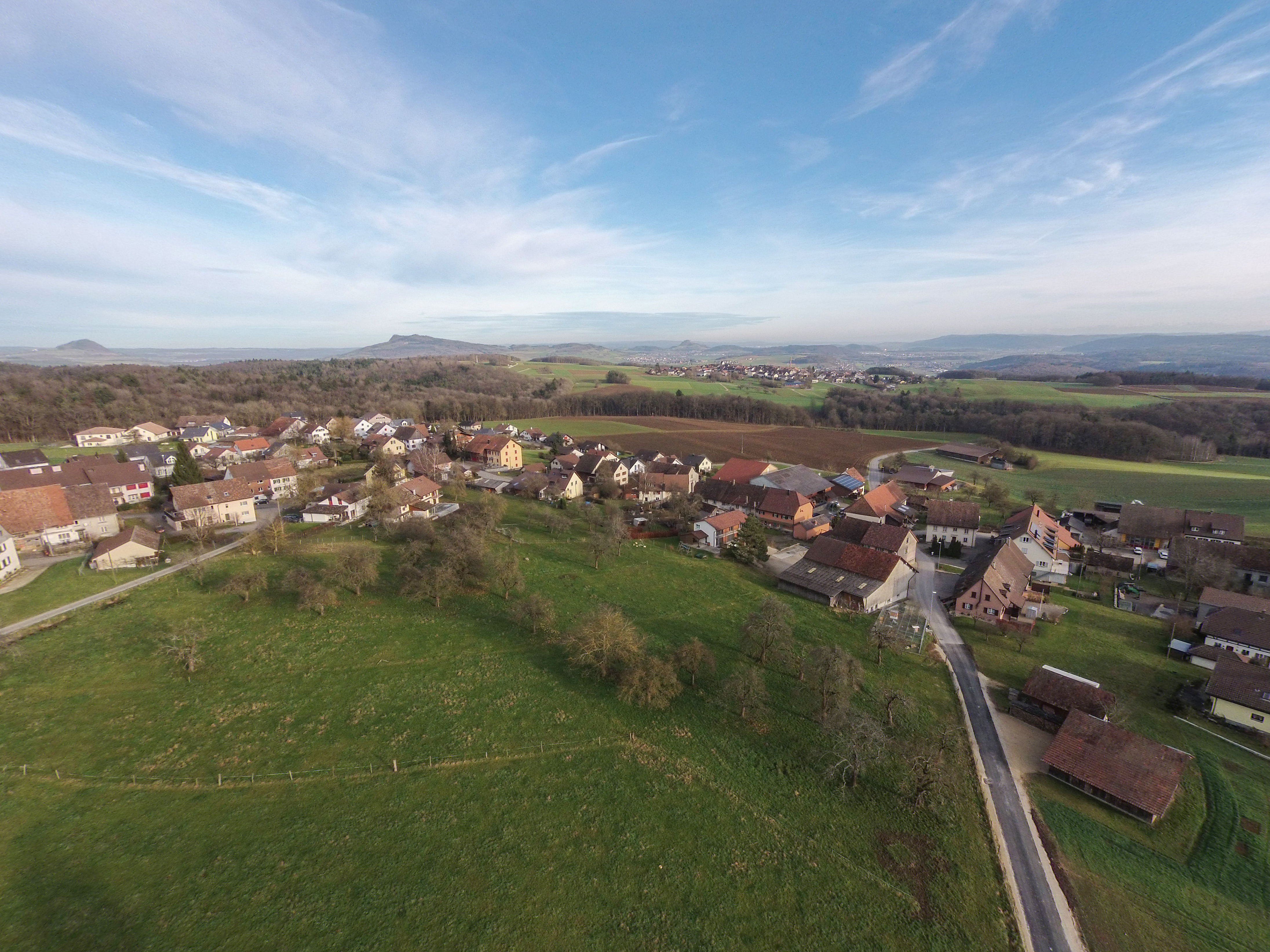

Büttenhardt es una comuna suiza del cantón de Schaffhausen. Limita al norte con las comunas de Tengen (GER-BW) y Thayngen, al este con Lohn, al sureste con Stetten, al sur con Schaffhausen, y al oeste con Merishausen.